# AB Atlas
AB Atlas war ein schwedischer Hersteller von Automobilen.

## Unternehmensgeschichte
Das Unternehmen aus Stockholm begann 1900 mit der Produktion von Automobilen. Der Markenname lautete Atlas. 1900 endete die Produktion.

## Fahrzeuge
Das einzige Modell war ein Elektroauto, konstruiert von Harald Hakansson. Es verfügte über leistungsstarke Batterien. Für den Antrieb sorgten zwei Elektromotoren mit jeweils 1 PS Leistung an den Vorderrädern. Es war möglich, die gesamte Antriebseinheit in unmotorisierte Fahrzeuge einzubauen. Die Höchstgeschwindigkeit war mit 25 km/h angegeben. Die Reichweite betrug 30 km.